# Liste der Monuments historiques in Sablonnières
Die Liste der Monuments historiques in Sablonnières führt die Monuments historiques in der französischen Gemeinde Sablonnières auf.

## Liste der Bauwerke
| Bezeichnung      | Beschreibung                  | Standort | Kennzeichnung | Schutzstatus | Datum | Bild           |
| ---------------- | ----------------------------- | -------- | ------------- | ------------ | ----- | -------------- |
| Kirche St-Martin | Erbaut ab dem 12. Jahrhundert | (Lage)   | PA00087264    | Inscrit      | 1986  | weitere Bilder |

## Liste der Objekte

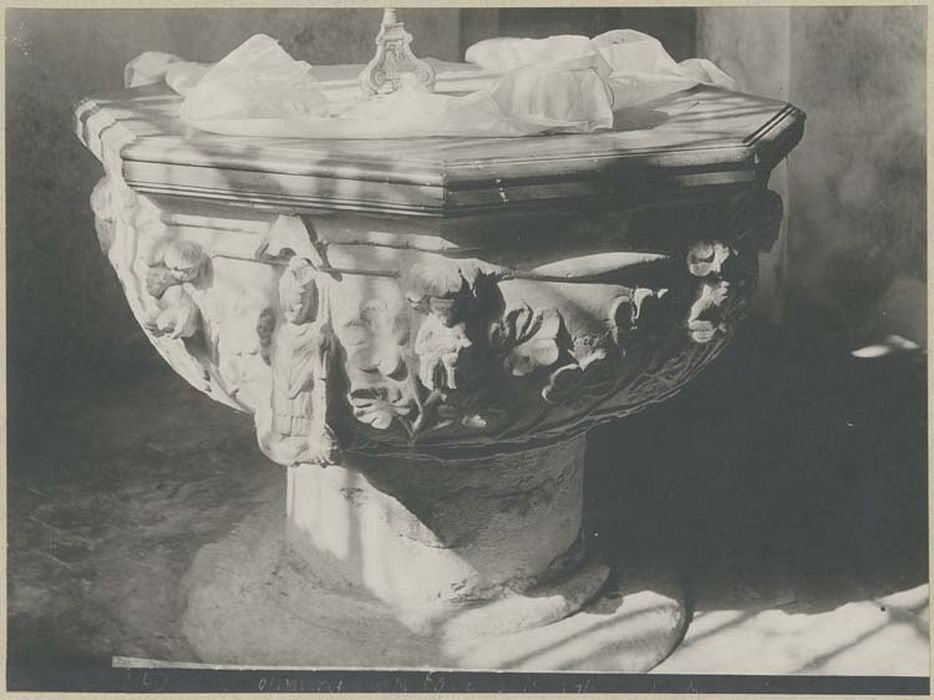
Taufbecken aus dem 15. Jahrhundert in der Kirche St-Martin

- Monuments historiques (Objekte) in Sablonnières in der Base Palissy des französischen Kultusministeriums